# George Cammelbeeck
George Joseph Paul Cammelbeeck (Utrecht, 17 augustus 1919 - Vreeland, 6 juni 1997) was een Nederlands advocaat en politicus die van 1952 tot 1971 als Eerste Kamerlid voor de Partij van de Arbeid actief was.  Cammelbeeck behoorde tot de linkervleugel van de PvdA en stemde onder meer tegen de goedkeuring van het huwelijk van Prinses Beatrix. Als advocaat was hij onder meer verdediger van provo's. Na zijn Eerste Kamerlidmaatschap was Cammelbeeck voorzitter van het college van bestuur van de Universiteit van Amsterdam.